# Кршижикова
Кршижикова (чеш. Křižíkova) — станция пражского метрополитена. Расположена на линии B, между станциями Флоренц и Инвалидовна.

## Характеристика станции
Станция открыта 22 ноября 1990 года в составе третьего пускового участка линии В «Florenc - Českomoravská». Расположена в районе Карлин под Тгамовой улицей. В 2002 году была полностью затоплена во время наводнения. Первоначально станцию предлагалось назвать «Карлин».
Кршижикова — пилонная трехсводчатая станция глубокого заложения с укороченным центральным залом и семью парами проёмов между платформами и центральным проходом. Станция расположена на глубине 34 метра, а её длина составляет 111 метров. Ширина платформы — 18,7 метров. Строительство станции происходило в 1986—1990 годах и стоило 353 миллиона чехословацких крон.